# حليمة خلف الناب
حليمة خلف الناب (بالإنجليزية: Retrocuspid papilla) هي عقيدة صغيرة مُرتفعة خلف الناب السُفلي. عادةً ما ترتبط هذه الحالة مع التهاب المفاصل الارتكاسي (متلازمة رايتر).